# Избори за председника општине вароши Београда 1891. (мај)
Дана 15. априла 1881, одбор општине вароши Београда донео је одлуку да се 5. маја одрже избори за председника општине вароши Београда, јер је дотадашњи председник општине Никола Пашић престао да буде на том положају тиме што је постао председник министарског савета Србије, што је и суд оппштине вароши Београда потврдио 20. априла исте године. Дужност председника општине обављао је кмет Светозар Карапешић од 15. јануара па све до избора новог председника.
Међутим, у Закону постојала је одредба да на биралишта мора изађи најмање једна трећина бирача, а пошто се то није догодило 5. маја, избори за председника београдске општине поново су расписани, овог пута за 19. мај 1891. године. На овим поновљеним изборима није било потребно да изађе једна трећина бирача, те је новог председника београдске општине одлучио онај број бирача који је изашао на изборе.

## О изборима
Право избора председника београдске општине имали су сви пунолетни Београђани који годишње плаћају непосредне порезе од 15 динара, а нису под старатељством или нису изгубили право гласа по било ком основу. На изборе могла су изаћи и она лица која су чланови задруге, ма колико плаћали порез, као и сва она лица која су ослобођена плаћања пореза тако што су проглашена неспособним за рад, инвалидима, или они који примају милостињу из државне касе.
На изборе нису имала право изаћи осуђени криминалци који нису повратили своја права, затвореници, као и преступници који вређају јавни морал док им не истекне годину дана од дана издржане казне. Такође, гласање није било дозвољено особама која се налазе под судским ислеђивањем, над којима се води судски поступак, која су под полицијским надзором, као и порески дужници. Такође, по Закону, официри и војници сталног кадра нису могли изаћи на биралишта.
Биралишта су отворена у 8 сати ујутру, а затворена у 6 часова увече.

## Резултати
На овим изборима одржаним 19. маја 1891. године, за председника општине вароши београда изабран је Милован Р. Маринковић, директор и професор из Београда. Он је добио 785 гласова, док је његов противкандидат, Драгутин Ј. Илић, кметовски помоћник општине београдске, добио само 71 глас. Избор Милована Маринковића за председника општине опуноважио је суд општине вароши Београда 23. маја 1891. године.

## Након избора
Новоизабрани председник београдске општине Милован Маринковић положио је заклетву и примио дужност новог председника на ванредној седници београдског одбора 23. маја 1891. године. Том приликом, нови председник кратко је поздравио општински одбор говором у ком је у главним цртама обележио програм свог будућег рада.